# Jean Stock
Jean Stock, (Sarrebourg, Mosela, 26 de agosto de 1948) es una personalidad francesa del sector audiovisual.
Efectuó la primera parte de su carrera en el grupo RTL, en particular, como periodista de RTL (radio) y luego a RTL Televisión, donde fue el creador de la emisión como La bonne Franquette cuyo presentador era también el realizador (lo que era una primera en Europa) y también de Léo contre tous, primero juego interactivo donde el ordenador hacía su entrada en los juegos televisados.
Contribuyó a la creación de M6 como director de los programas de M6 de 1987 a 1989. Es también el creador del telediario de la cadena, el Six' (6minutes). 
Asumió a continuación, de 1997 a 1998 las funciones de director del sector audiovisual del grupo Havas, miembro del Comité de dirección de Havas, luego de Internacional.
De 2001 a 2004, fue Secretario General de la Unión Europea de Radiodifusión (EBU-UER). 
Preside actualmente LUXE.TV la cadena en TVHD que dirige su hijo Jean-Baptiste Stock.
- Datos: Q3174688